# Tamura Naomasa
Tamura Naomasa (田丸 直昌?; 1543 – 1609) è stato un  daimyō giapponese dei periodi Sengoku ed Edo.

## Biografia
Naomasa nacque nel 1543 figlio di Tamura Tomotada. Naomasa succedette alla famiglia quando suo padre si ritirò e, dopo l'invasione della provinci di Ise da parte di Oda Nobunaga, si arrese al castello di Tamaru e servì Oda Nobuo.
Nel luglio 1574 guidò la flotta navale durante il terzo assedio di Nagashima. Quando Nobuo e Toyotomi Hideyoshi iniziarono a confrontarsi dopo la morte di Nobunaga, Naomasa si allontanò da Nobuo e si avvicinò a Hideyoshi, diventando servitore del clan Gamō e partecipando alla battaglia di Komaki e Nagakute. Dopo lo spostamento dei Gamō ad Aizu, a Naomasa venne alla fine affidato il castello di Iwamura dal valore di 40 000 koku.
Nel 1600 durante la campagna di Sekigahara, Naomasa si schierò con l'armata occidentale di Ishida Mitsunari, anche se non partecipò a nessuna battaglia e si limitò a presidiare il castello di Osaka. Dopo la sconfitta venne esiliato a Echigo da Tokugawa Ieyasu sotto il controllo di Hori Hideharu. Morì nel 1609 dopo esser diventato un monaco.